# 角準舌唇魚
角準舌唇魚（学名：Lobocheilos cornutus）为輻鰭魚綱鯉形目鲤科準舌唇魚属的鱼类。分布於亞洲馬來半島，棲息在中底水域。

## 扩展阅读
維基物種上的相關：角準舌唇魚